# 야마카와 코토미
야마카와 코토미는 일본의 여성성우이다. 홋카이도 출신이다. 도쿄배우생활협동조합 소속.

## 출연작품

### TV 애니메이션
200003년
- GAD GUARD (메리)
- 기동신선조 불타라 검TV (네코마타)

2004년
- BECK (마츠오카 히로미)

2005년
- 마법선생 네기마! (이즈미 아코)
- IZUMO 용맹한 검의 섬기 (키타가와 마이)
- 건퍼레이드 오케스트라 (쿠라노 미즈호)
- BLOOD+ (솔로몬의 조수)
- Paradise Kiss (나카야마)

2006년
- 위치 블레이드 (사토미) 2006年4月 - 9月
- 엽기인걸 스나코♥ (여학생)
- 네기마!? (이즈미 아코)
- 윈터 가든 (여자점원B)

2007년
- 제로의 사역마 ~쌍월의 기사~ (카트레아 이베트 라 봄 루 브란 드 라 폰 티느)
- 작안의 샤나II (“훼척의 수”와라크)

2008년
- 제로의 사역마 ~삼미희의 윤무~ (카트레아 이베트 라 봄 루 브란 드 라 폰 티느, 시코, 여학생)

2009년
- 캠퍼 (야마카와 료카)

### OVA
2008년
- ToHeart2 Another Days(코우노 하루미/HMX 17b-미루파)

2009년
- ToHeart2 Another Days Plus(코우노 하루미/HMX 17b-미루파)

### 게임
2003년
- 베이그란츠 (셀린느) : 호소다 나나 (細田なな) 명의

2004년
- IZUMO2 (키타가와 마이) : 호소다 나나 (細田なな) 명의
- 환상수호전IV (프레아)
- 인형 유적 (에리) : 호소다 나나 (細田なな) 명의

2005년
- 마법선생 네기마! 1교시 꼬마 선생님은 마법사! (이즈미 아코)
- 마법선생 네기마! 2교시 싸우는 소녀들! 마호라 대운동회SP! (이즈미 아코)
- Rhapsodia (프레아)
- 물건의 마음, 물건의 소녀. (메디카) : 호소다 나나 (細田なな) 명의

2006년
- IZUMO2 학원광상곡 (키타가와 마이) : 호소다 나나 (細田なな) 명의
- 환상수호전V (벨나데드 도이건, 니프사라, 프레아의 인형)
- 네기마!? 초 마호라 대전 츄 체크 인 전원집합! 역시 온천에 왔습니다. (이즈미 아코)
- 마법선생 네기마! 과외수업 소녀의 두근두근 피치 사이드 (이즈미 아코)
- 네기마!? 네오 파크티오 파이트! (이즈미 아코)
- 건퍼레이드 오케스트라 청의 장 ~빛의 바다로부터 편지를 보냅니다~ (쿠라노 미즈호)
- 바껴랏! (모모이 케이코) : 호소다 나나 (細田なな) 명의
- 네기마!? 3교시 사랑과 마법과 세계수 전설! (이즈미 아코)

2008년
- 창해의 황녀들 (울리케 그레셀) : 호소다 나나 (細田なな) 명의